# 18123 Pavan
18123 Pavan là một tiểu hành tinh vành đai chính với chu kỳ quỹ đạo là 1864.1076887 ngày (5.10 năm).
Nó được phát hiện ngày 4 tháng 7 năm 2000.